# Misumenoides fusciventris
Misumenoides fusciventris es una especie de araña del género Misumenoides, familia Thomisidae.

## Distribución
Esta especie se encuentra en Brasil.